# 小倉三省
小倉 三省（おぐら さんせい、1604年5月6日（慶長9年4月8日） - 1654年8月27日（承応3年7月15日））は、江戸時代前期の儒学者。通称は弥右衛門。名は克。字は政実・政義。号は三省。小倉勝介の子。土佐高知藩士。
1642年（寛永19年）山内忠義の抜擢により、大扈従として200石を受け、1648年（慶安元年）仕置役となった。父が死去してから3ヶ月後の1654年（承応3年）7月15日没。51歳。
著作に『周易大伝研幾』(全8冊) がある。